# Silouane Oner
Silouane Oner est le métropolite de l'archidiocèse orthodoxe antiochien des îles Britanniques et d'Irlande depuis le 27 février 2016. Il est né le 28 août 1970 à Lattaquié.

## Biographie
Silouane Oner naît le 21 août 1970. Après des études en école d'ingénieur à Lattaquié de 1989 à 1994, il poursuit des études théologiques de 1995 à 2000 à l'Institut Saint Jean Damascène de l'université de Balamand, au Liban.
Ordonné prêtre en 2000, il sert à Lattaquié, où il dirige le mouvement de la Jeunesse orthodoxe de 2001 à 2003. Il passe un doctorat de théologie à l'université de Thessalonique de 2005 à 2010, puis devient conseiller du métropolite Gregory John Mansour (en) jusqu'en 2015.
Silouane Oner est nommé le 30 août 2015 à la tête de l'archidiocèse orthodoxe antiochien des îles Britanniques et d'Irlande, et intronisé le 28 novembre suivant,.